# Manaosbiidae
Manaosbiidae – rodzina pajęczaków z rzędu kosarzy i podrzędu Laniatores zawierająca około 50 opisanych gatunków. 

## Opis
Przedstawiciele tej rodziny osiągają od 3 do 10 mm długości ciała. Ubarwienie ciała jest u nich zwykle ciemnobrązowe z czarnym nakrapianiem. Przydatki zwykle jaśniejsze, często z ciemnym pierścieniowaniem.

## Występowanie
Rodzina neotropikalna, wykazana z Panamy i Brazylii, gdzie zamieszkuje od podgórskich lasów u podnóża And, przez lasy deszczowe Amazonii po lasy łęgowe.

## Pokrewieństwo
Stygnidae są siostrzanym taksonem dla Gonyleptidae i wewnątrz Gonyleptoidea należą do tej samej grupy co Cranaidae i Manaosbiidae. Rodzina jest monofiletyczna.

## Nazwa
Nazwa rodzajowa Manaosbia pochodzi od nazwy miasta Manaus oraz starogreckiego bios oznaczającego życie.

## Systematyka
Rodzina zawiera 26 opisanych rodzajów oraz około 50 gatunków:
| - Rodzaj: Azulamus Roewer, 1957 - Azulamus scabrissimus Roewer, 1957 - Rodzaj: Barrona Goodnight & Goodnight, 1942 - Barrona williamsi Goodnight & Goodnight, 1942 - Rodzaj: Belemnodes Strand, 1942 - Belemnodes scaber (Roewer, 1932) - Rodzaj: Belemulus Roewer, 1932 - Belemulus annulatus Roewer, 1932 - Rodzaj: Bugabitia Roewer, 1915 - Bugabitia triacantha Roewer, 1915 - Rodzaj: Camelianus Roewer, 1912 - Camelianus fuhrmanni Roewer, 1912 - Rodzaj: Clavicranaus Roewer, 1915 - Clavicranaus tarsalis Roewer, 1915 - Rodzaj: Cranellus Roewer, 1932 - Cranellus balthazar Roewer, 1932 - Cranellus montgomeryi Goodnight & Goodnight, 1947 - Rodzaj: Cucutacola Mello-Leitão, 1940 - Cucutacola nigra Mello-Leitão, 1940 - Rodzaj: Dibunostra Roewer, 1943 - Dibunostra ypsilon Roewer, 1943 - Rodzaj: Gonogotus Roewer, 1943 - Gonogotus areolatus Roewer, 1943 - Rodzaj: Manaosbia Roewer, 1943 - Manaosbia scopulata Roewer, 1943 - Rodzaj: Mazarunius Roewer, 1943 - Mazarunius oedipus Roewer, 1943 - Rodzaj: Meridia Roewer, 1913 - Meridia palpalis Roewer, 1913 - Meridia gracilis (Roewer, 1913) - Rodzaj: Paramicrocranaus H. Soares, 1970 - Paramicrocranaus difficilis H. Soares, 1970 - Rodzaj: Pentacranaus Roewer, 1963 - Pentacranaus niger Roewer, 1963 - Poassa Roewer, 1943 - Poassa limbata Roewer, 1943 | - Rodzaj: Poecilocranaus Roewer, 1943 - Poecilocranaus gratiosus Roewer, 1943 - Rodzaj: Rhopalocranaus Roewer, 1913 - Rhopalocranaus albilineatus Roewer, 1932 - Rhopalocranaus apiculatus Roewer, 1932 - Rhopalocranaus aspersus Roewer, 1932 - Rhopalocranaus atroluteus Roewer, 1913 - Rhopalocranaus bordoni Silhavy, 1979 - Rhopalocranaus crulsi Mello-Leitão, 1932 - Rhopalocranaus festae Roewer, 1925 - Rhopalocranaus gracilis Roewer, 1913 - Rhopalocranaus limbatus (Schenkel, 1953) - Rhopalocranaus marginatus Roewer, 1913 - Rhopalocranaus robustus Goodnight & Goodnight, 1942 - Rhopalocranaus tenuis (Roewer, 1943) - Rhopalocranaus tuberculatus Goodnight & Goodnight, 1942 - Rhopalocranaus ypsilon Roewer, 1913 - Rodzaj: Rhopalocranellus Roewer, 1925 - Rhopalocranellus festae Roewer, 1925 - Rodzaj: Sanvincentia Roewer, 1943 - Sanvincentia tarsalis Roewer, 1943 - Rodzaj: Saramacia Roewer, 1913 - Saramacia alvarengai Kury, 1997 - Saramacia annulata (Mello-Leitão, 1931) - Saramacia aurilimbata Roewer, 1913 - Saramacia lucasae (R. d. L. S. Jim & H. E. M. Soares, 1991) - Rodzaj: Semostrus Roewer, 1943 - Semostrus tarsalis Roewer, 1943 - Rodzaj: Syncranaus Roewer, 1913 - Syncranaus cribrum Roewer, 1913 - Rodzaj: Tegyra Sørensen, 1932 - Tegyra cinnamomea Sørensen, 1932 - Rodzaj: Zygopachylus Chamberlin, 1925 - Zygopachylus albomarginis Chamberlin, 1925 - Rodzaj nieznany - ? calcar (Roewer, 1943) - ? albituberculatus (Roewer, 1943) - ? strinatii (V. Silhavy, 1979) |